# Мухамадієв Мухсин Муслімович
Мухсин Муслімович Мухамадієв тадж. Мӯҳсин Муслимович Муҳаммадиев (нар. 21 жовтня 1966, Душанбе) — радянський, таджицький і російський футболіст, що грав на позиції нападника і півзахисника. По закінченні кар'єри футболіста — футбольний тренер.

## Клубна кар'єра
Мухсин Мухамадієв народився в Душанбе, і розпочав заняття футболом в місцевій ДЮСШ, першим тренером у якій був Салімджон Султанов. Далі Мухамадієв продовжив заняття в республіканському спортінтернаті, а після його закінчення дебютував у команді майстрів другої ліги «Пахтакор» з Курган-Тюбе. Здібного футболіста швидко помітили тренери найсильнішої команди Таджикистану того часу «Памір», і вже у 18 років Мухсин дебютував у першій радянській лізі за душанбинську команду, а в 19 років став одним із кращих бомбардирів «Паміра», відзначившись у чемпіонаті 18 забитими м'ячами. Надалі футболіст залишався одним із кращих бомбардирів «Паміра», і в 1988 році разом із командою став переможцем турніру першої ліги, за підсумками якого таджицька команда вперше отримала право на виступи у вищій союзній лізі, а також став кращим бомбардиром першолігового турніру із 22 забитими м'ячами. Після цього Мухсин Мухамадієв перший раз отримав запрошення від одного із найсильніших клубів СРСР того часу — київського «Динамо», проте тоді футболіст вирішив утриматись від переїзду до Києва, побоюючись великої конкуренції в клубі. Наступного року Мухамадієв із «Паміром» дебютував у вищій лізі, протягом виступів у найвищому радянському дивізіоні залишався кращим бомбардиром команди, і перед початком сезону 1991 року отримав повторне запрошення з Києва. Цього разу, зважаючи на те, що багато ведучих футболістів атакувальної ланки «Динамо» перед цим перейшли до закордонних клубів, Мухамадієв отримав би гарантоване місце в основі команди, зважаючи на те, що у всіх контрольних передсезонних матчах він виходив на поле в основному складі. Проте київський клуб вчасно не отримав дозвіл на перехід таджицького форварда в «Динамо», і пропонував йому протягом півроку підтримувати ігрову форму в дублі під чужим прізвищем. на це Мухамадієв не погодився, і повернувся до «Паміра», в якому й дограв останній чемпіонат СРСР.
Після розпаду СРСР Мухамадієв у складі «Паміру» розпочав виступи в чемпіонаті Таджикистану, проте зіграв у ньому лише 3 матчі, та після півфінального матчу Кубка СНД із московським ЦСКА, програного «Паміром» із рахунком 0-2 20 квітня 1992 року за запрошенням колишнього тренера «Паміра» Юрія Сьоміна залишився у Москві, та став гравцем клубу «Локомотив». У російському клубі Мухсин Мухамадієв відіграв до середини 1993 року, і на запрошення тренера з колишнього СРСР Валерія Непомнящого приєднався до складу турецького клубу «Анкарагюджю». Проте в цьому клубі таджицький форвард грав лише протягом року, а після того, як Непомнящий покинув клуб, Мухамадієв прийняв пропозицію Олега Романцева стати гравцем московського «Спартака». У складі «червоно-білих» Мухамадієв швидко став гравцем основного складу, одним із головних бомбардирів команди, та допоміг у 1994 році «Спартаку» стати чемпіоном Росії. Сезон 1995 року футболіст також розпочав успішно, забив кілька важливих м'ячів, проте пізніше, після появи у команді Валерія Шмарова і Сергія Юрана, став рідше потрапляти до основного складу команди, що призвело до переходу гравця після закінчення сезону 1995 року до складу нижегородського «Локомотива». У складі приволзьких залізничників, яких тоді тренував колоритний наставник Валерій Овчинников, Мухамадієв також виступав досить успішно, був одним із кращих бомбардирів команди. Проте, незважаючи на успіхи команди в кубку Інтертото, «Локомотив» вибув із вищої російської ліги, а Мухамадієв, як і більшість гравців команди, покинув клуб, і став гравцем віденської «Аустрії». Проте в австрійській команді гра в нападника не пішла, і після закінчення річного контракту він став гравцем московського «Торпедо». У «Торпедо» Мухамадієв затримався лише на півроку, після чого грав в узбецькій «Бухарі», «Шиннику» із Ярославля, пізніше знову за узбецький клуб «Самарканд», в якому він був одним із кращих бомбардирів першості Узбекистану. Далі футболіст грав за тульський «Арсенал» і таджицький «Регар-ТадАЗ». Останнім професійним клубом Мухсина Мухамадієва став «Витязь» із Подольська. Пізніше Мухамадієв грав за аматорські російські клуби «Троїцьк» і «Росич», після чого остаточно завершив виступи на футбольних полях.

## Виступи за збірні
У червні 1992 року Мухсин Мухамадієв ненадовго приїзджав до Душанбе, щоб зіграти свій перший та єдиний матч за збірну Таджикистану, у якому таджицька збірна зіграла внічию 2-2 зі збірною Узбекистану, а Мухамадієв забив обидва голи таджицької збірної. Надалі тривалий час форварда не викликали до таджицької збірної, оскільки у місцевої федерації просто не було грошей на оплату проїзду таджицьких легіонерів з інших країн до збірної. Оскільки за кілька років виступів у Росії Мухамадієв отримав також і російське громадянство, то він також отримав і запрошення до збірної Росії. Хоча в цей час керівництво Федерації футболу Таджикистану вирішило знову запросити Мухамадієва до збірної, він віддав перевагу виступам за російську збірну. У російській збірній уродженець Таджикистану зіграв лише один матч проти збірної Фарерських островів 6 травня 1995 року, в якому відзначився забитим м'ячем.

## Тренерська кар'єра
Після завершення виступів на футбольних полях Мухсин Мухамадієв майже відразу розпочав тренерську кар'єру. увійшовши до тренерського штабу подольського «Витязя». У 2007 році він став старшим тренером клубу, і зумів перемогти з командою в зоні другого російського дивізіону, та вийти допершої російської ліги, проте невдовзі керівники клубу звільнили Мухамадієва з посади. Невдовзі після звільнення з підмосковного клубу Мухсин Мухамадієв прийняв пропозицію свого давнього друга Курбана Бердиєва стати спортивним директором казанського «Рубіна». Проте за чотири роки команда Бердиєва в «Рубіні» розпалась у зв'язку із тим. що він не зумів домовитись про подальшу співпрацю із керівництвом клубу, і Мухамадієва також звільнили з посади спортивного директора «Рубіну».
1 липня 2013 року офіційно оголошено, що Мухсин Мухамадієв очолив національну збірну Таджикистану з футболу, а наступного дня він підписав контракт із Федерацією футболу Таджикистану. За час роботи у збірній Мухамадієву вдалось переглянути і залучити до лав збірної ряд молодих гравців. Проте після кількох невдалих офіційних матчів, зокрема зі збірними Йорданії та Бангладеш, колишній нападник сам вирішив піти у відставку з поста головного тренера збірної.
У серпні 2015 року Мухсин Мухамадієв увійшов до тренерського штабу казахського клубу «Ордабаси», в якому став одним із асистентів головного тренера Бахтіяра Байтсеїтова. У кінці жовтня 2016 року Мухамадієв став головним тренером чемпіона Таджикистану — клубу «Істіклол» із Душанбе. На чолі команди Мухамадієв вивів «Істіклол» до фіналу Кубку АФК, в якому, щоправда, таджицька команда поступилася клубу з Іраку «Аль-Кува Аль-Джавія»., та під його керівництвом «Істіклол» знову став чемпіоном Таджикистану. У душанбинській команді працював до травня 2018 року. 10 червня 2019 року Мухамадієв очолив узбецький клуб «Бухара», в якому працював до 30 червня 2020 року.
4 лютого 2022 року з'явилось повідомлення, що Мухсин Мухамадієв очолив аматорський клуб «Нефіс» з Казані, й під його керівництвом команда зіграла кілька ігор, проте офіційного повідомлення про призначення нового головного тренера так і не було.
У червні 2022 року Мухсин Мухамадієв призначений першим віцепрезидентом таджицького клубу «Істіклол».

## Особисте життя
Мухсин Мухамадієв одружений, у подружжя є три дочки.

## Досягнення

### Як гравець
- Переможець першої ліги СРСР — 1988
- Чемпіон Росії:

«Спартак» (Москва): 1994

### Як тренер
- Чемпіонат Таджикистану
  -  Чемпіон (1): 2017
- Суперкубок Таджикистану
  -  Чемпіон (1): 2018